# The Bachelor's Baby
The Bachelor's Baby é um filme de comédia mudo produzido nos Estados Unidos e lançado em 1927.